# Campionati mondiali juniores di sci nordico
I campionati mondiali juniores di sci nordico sono una competizione sportiva a cadenza annuale organizzata dalla FIS in cui si assegnano i titoli mondiali nelle diverse specialità dello sci nordico: combinata nordica, salto con gli sci e sci di fondo. Si disputano ogni anno e sono aperti a tutti gli atleti di età compresa tra i 16 e i 20 anni.
Nel febbraio 1968 nella località francese Morez si disputò la prima edizione dei campionati europei juniores di sci nordico. Questi campionati si disputarono a cadenza annuale fino al 1976.
Nel febbraio 1977 nella località svizzera Sainte-Croix si disputò la prima edizione dei campionati mondiali juniores di sci nordico, essendo stati ammessi alle competizioni anche atleti extraeuropei. L'anno successivo si tornò a disputare i campionati europei juniores. A partire dal 1979 si sono disputati ogni anno i campionati mondiali juniores di sci nordico.

## Edizioni
| Anno | Città                               | Nazione                |
| ---- | ----------------------------------- | ---------------------- |
| 1977 | Sainte-Croix                        | Svizzera               |
| 1979 | Mont-Sainte-Anne                    | Canada                 |
| 1980 | Örnsköldsvik                        | Svezia                 |
| 1981 | Schonach                            | Germania Ovest         |
| 1982 | Murau                               | Austria                |
| 1983 | Kuopio                              | Finlandia              |
| 1984 | Trondheim                           | Norvegia               |
| 1985 | Randa/Täsch/Zermatt                 | Svizzera               |
| 1986 | Lake Placid                         | Stati Uniti            |
| 1987 | Asiago                              | Italia                 |
| 1988 | Saalfelden                          | Austria                |
| 1989 | Vang/Hamar                          | Norvegia               |
| 1990 | Štrbské Pleso Les Saisies           | Cecoslovacchia Francia |
| 1991 | Reit im Winkl                       | Germania Ovest         |
| 1992 | Vuokatti                            | Finlandia              |
| 1993 | Harrachov                           | Cecoslovacchia         |
| 1994 | Breitenwang                         | Austria                |
| 1995 | Gällivare                           | Svezia                 |
| 1996 | Asiago                              | Italia                 |
| 1997 | Canmore                             | Canada                 |
| 1998 | Sankt Moritz/Pontresina             | Svizzera               |
| 1999 | Saalfelden                          | Austria                |
| 2000 | Štrbské Pleso                       | Slovacchia             |
| 2001 | Karpacz/Szklarska Poręba            | Polonia                |
| 2002 | Schonach                            | Germania               |
| 2003 | Sollefteå                           | Svezia                 |
| 2004 | Stryn                               | Norvegia               |
| 2005 | Rovaniemi                           | Finlandia              |
| 2006 | Kranj                               | Slovenia               |
| 2007 | Tarvisio                            | Italia                 |
| 2008 | Zakopane Malles Venosta             | Polonia Italia         |
| 2009 | Štrbské Pleso Praz de Lys - Sommand | Slovacchia Francia     |
| 2010 | Hinterzarten                        | Germania               |
| 2011 | Otepää                              | Estonia                |
| 2012 | Erzurum                             | Turchia                |
| 2013 | Liberec                             | Rep. Ceca              |
| 2014 | Val di Fiemme                       | Italia                 |
| 2015 | Almaty                              | Kazakistan             |
| 2016 | Râșnov                              | Romania                |
| 2017 | Park City                           | Stati Uniti            |
| 2018 | Kandersteg - Goms                   | Svizzera               |
| 2019 | Lahti                               | Finlandia              |
| 2020 | Oberwiesenthal                      | Germania               |
| 2021 | Lahti/Vuokatti                      | Finlandia              |
| 2022 | Zakopane Lygnasæter                 | Polonia Norvegia       |
| 2023 | Whistler                            | Canada                 |
| 2024 | Planica                             | Slovenia               |
| 2025 | Schilpario Lake Placid              | Italia Stati Uniti     |
| 2026 | Trondheim                           | Norvegia               |
| 2028 | Šchuchinsk                          | Kazakistan             |